# تیم ملی فوتسال زنان عراق
تیم ملی فوتسال زنان عراق (به عربی: منتخب العراق النسوی لکرة الصالات) نماینده عراق در مسابقات بین‌المللی فوتسال زنان است و توسط فدراسیون فوتبال عراق (IFA) کنترل می‌شود.

## مسابقات فوتسال بانوان غرب آسیا
مسابقات فوتسال زنان غرب آسیا ۲۰۲۲ در عربستان برگزار شد و عراق با هدایت شهناز یاری سرمربی ایرانی خود توانست در دیدار نهایی ۴ بر ۲ میزبان را شکست دهد و جام را بالای سر ببرد. 